# مارسل لواک
مارسل لِـواک (فرانسوی: Marcel Lévesque‎؛ ‏ ۶ دسامبر ۱۸۷۷ – ۱۶ فوریهٔ ۱۹۶۲) بازیگر، کارگردان فیلم و فیلم‌نامه‌نویس اهل فرانسه بود.
از فیلم‌هایی که وی در آن نقش داشته‌است، می‌توان به جرم موسیو لانگه، ژودکس و مراقب آملیا باش اشاره کرد.